# José Fogaça
José Alberto Fogaça de Medeiros ComMM (Porto Alegre, 13 de janeiro de 1947) é um advogado e político brasileiro filiado ao Movimento Democrático Brasileiro (MDB). Pelo Rio Grande do Sul, foi senador e deputado federal, além de prefeito da capital Porto Alegre, sendo as três posições exercidas durante dois mandatos cada. Ainda pelo estado, foi também deputado estadual.
Além de advogado, também é compositor musical e professor das Faculdades Rio-Grandenses.
Prefeito da capital do estado do Rio Grande do Sul, a cidade de Porto Alegre entre os anos de 2005 a 2010, também exerceu os cargos de deputado estadual (1978 a 1982), deputado federal (1982 a 1986) e senador (1987 a 2002). Em 2010, foi candidato ao governo do Estado do Rio Grande do Sul, porém não obteve a eleição, alcançando a segunda colocação.

## Carreira artística e docente
Formado em direito pela PUC-RS, atuou como professor de literatura em curso pré-vestibular e, durante algum tempo, foi professor de direito constitucional nas Faculdades Rio-Grandenses (FARGS).
Foi apresentador de televisão e rádio. Na televisão apresentou, a partir de 1974, o programa Portovisão, da TV Difusora de Porto Alegre. Na Rádio Continental, de 1974 a 1976, apresentou o programa Opinião Jovem, ao lado do professor Clóvis Duarte. Foi também articulista do jornal Zero Hora, do grupo RBS. Em 1972 foi comentarista político na Rádio Jovem Pan, em São Paulo.
Também é autor de composições musicais, atuando em parceria com sua mulher, Isabela Fogaça, e tem sucessos gravados com a dupla Kleiton & Kledir, Vítor Ramil, grupo MPB4, Fafá de Belém, Victor Hugo (músico), Nara Leão e com a cantora argentina Mercedes Sosa. Suas composições mais conhecidas são Vento Negro, Cidade do Menino Deus e Porto Alegre é demais, considerado o hino informal da cidade.
Fogaça também é apaixonado por futebol, sendo torcedor declarado do Grêmio de Porto Alegre, tendo sido conselheiro do clube por muitos anos.

## Carreira política

### Deputado estadual, federal e senador

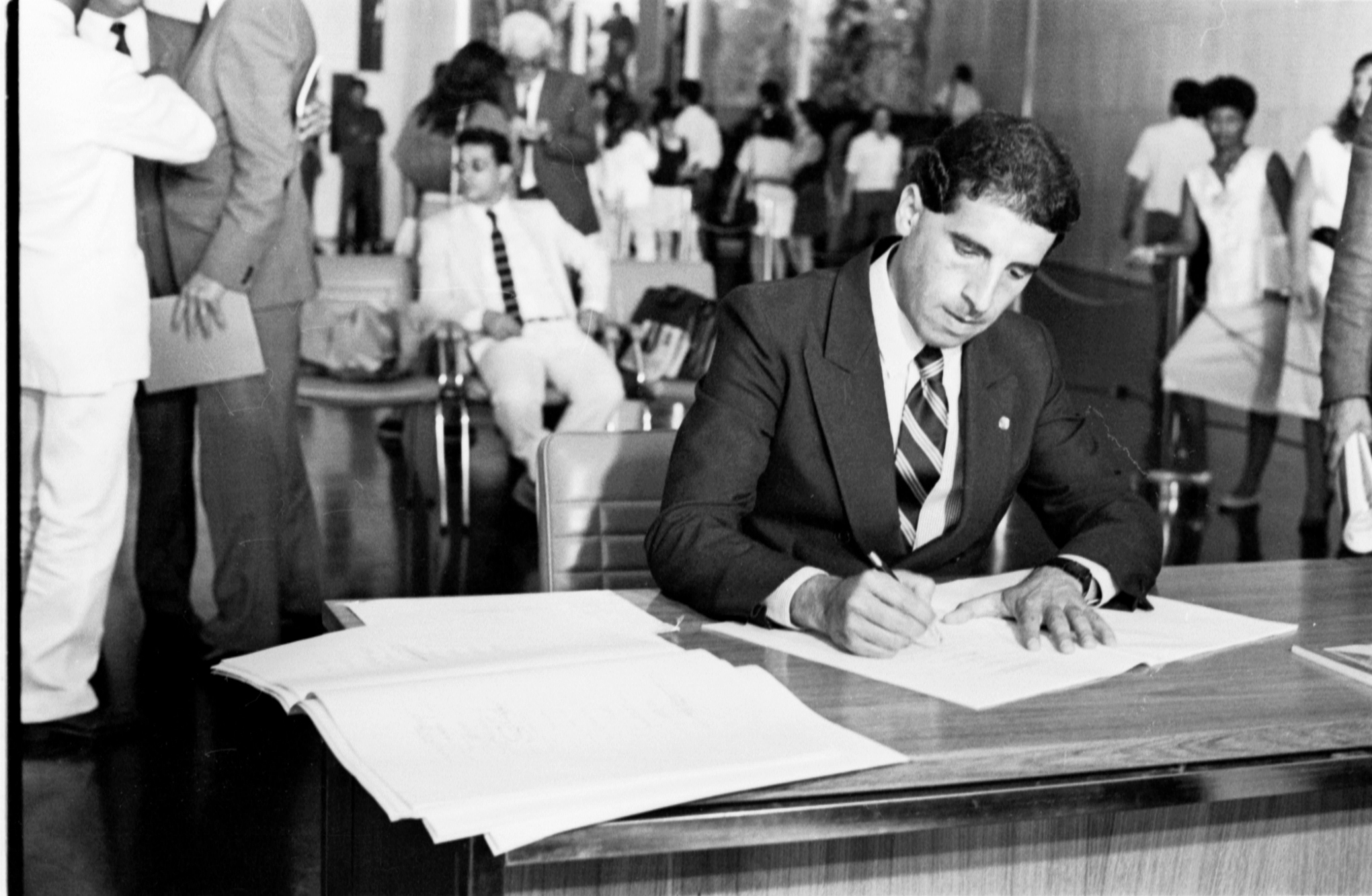
Fogaça assinando a Constituição do Brasil em 1988 como membro da Assembleia Nacional Constituinte.

José Fogaça iniciou sua vida política pelo Movimento Democrático Brasileiro (MDB) sendo eleito deputado estadual em 1978 e galgou um mandato de deputado federal em 1982. Coordenador da campanha das Diretas Já em 1984, foi candidato a vice-prefeito na chapa liderada por Francisco Machado Carrion Júnior.
Em 1986 foi eleito senador pelo Rio Grande do Sul, participando assim da Assembleia Constituinte de 1987 que viria a escrever e promulgar a atual Constituição do Brasil. Na Constituinte, atuou como relator da Subcomissão do Poder Executivo, onde defendeu a adoção do semiparlamentarismo aos moldes do regime francês, com quatro anos de mandato para o presidente. A proposta foi inicialmente aprovada, mas acabou rejeitada por oposição do Centrão. Acabaram restando apenas alguns institutos parlamentares, como a medida provisória, a qual, na opinião de Fogaça, "deu poderes demasiados a um presidencialismo já tão concentrador de poder como é o nosso."
Em entrevista ao jornalista Luiz Maklouf Carvalho em abril de 2014, declarou, quando perguntado sua avaliação geral da Constituinte, que: "Na maioria se acertou, tanto que nós temos o maior período da vida republicana sem golpe de Estado. Isso é uma grande conquista. Foi o momento mais importante da minha vida, do ponto de vista existencial. E o epicentro da vida do país, da história recente. Eu só fui votar pra presidente da República aos 42 anos de idade. Para a minha geração, não é só uma questão de honra, é uma questão de vida ou morte."
Também atuou como relator dos projetos do Código Civil de 2002 e do Estatuto da Criança e do Adolescente e da emenda constitucional que criou os juizados especiais.[carece de fontes?]
Em 1990 foi lançado como candidato do PMDB à sucessão do governador Pedro Simon, àquela altura já substituído por Sinval Guazzelli, mas ficou apenas em terceiro lugar. Reeleito senador em 1994, entrou em colisão com decisões do partido em nível nacional e, em 2001, acompanhou o ex-governador Antônio Britto ao deixar o PMDB e ingressar no Partido Popular Socialista (PPS), pelo qual tentou obter um terceiro mandato como senador, no ano seguinte. Não tendo sido reeleito, abandonou temporariamente a vida política.
Em seu segundo mandato como senador, Fogaça foi admitido em 1999 à Ordem do Mérito Militar no grau de Comendador especial pelo presidente Fernando Henrique Cardoso.

### Prefeito de Porto Alegre
Fogaça foi lançado como candidato à prefeitura de Porto Alegre pela coligação PPS-PTB em 2004. Apresentando-se como "candidato da mudança", Fogaça, no entanto, reiterou junto ao eleitorado que "manteria o que está bem e mudaria o que não está". Nessa perspectiva,  comprometeu-se a manter alguns projetos da administração petista, como o Orçamento Participativo, modelo iniciado no município de Lages pelo prefeito Dirceu Carneiro e anteriormente praticado em Pelotas pelo prefeito Bernardo Souza, ambos à época integrantes do MDB.
No primeiro turno, obteve 28,3% dos votos (contra 37,6% de Raul Pont, candidato da coligação PT-PCdoB-PL-PSL-PMN-PTN). No segundo turno, recebendo o apoio de diversos partidos, Fogaça foi eleito com cerca de 53% dos votos válidos contra 47% de Pont, encerrando assim um longo ciclo de administrações petistas na capital gaúcha, iniciado em 1988.
Fogaça deixou a sigla PPS, que o elegeu em 2004 e retornou ao seu antigo partido. Depois de estruturar aliança com PDT e PMDB, em 2008 anunciou sua candidatura à reeleição.
Em 2008, concorreu a reeleição pela coligação PMDB-PDT-PTB, tendo José Fortunati como candidato a vice, e enfrentando vários partidos que estiveram na sua administração, como o PP, PSDB e o próprio PPS, o partido pelo qual havia sido eleito quatro anos antes. No primeiro turno foi o mais votado entre oito candidatos, com 346 427 votos (43,85% dos votos válidos). No segundo turno, disputado com Maria do Rosário, do PT, foi reeleito com 468 773 votos (58,95% dos votos válidos), quase 39 mil votos a mais do que no segundo turno de 2004.
Em 29 de março de 2010 José Fogaça renunciou a prefeitura de Porto Alegre para poder concorrer ao governo do estado do Rio Grande do Sul.

#### Contribuições Políticas
Algumas das contribuições de José Fogaça durante sua carreira política como prefeito, deputado e senador, segundo seu site oficial:
| Cargo                        | Contribuição                                                                                             |
| ---------------------------- | --- |
| Relator-adjunto              | Formulação da atual Constituição Brasileira                                                              |
| Relator                      | Lei que criou o Plano Real                                                                               |
| Relator                      | Lei da Certidão de Nascimento e Assento do Óbito Gratuita                                                |
| Prefeito de Porto Alegre, RS | Criou o programa para crianças carentes "Ação Rua"                                                       |
| Prefeito de Porto Alegre, RS | Criou o Camelódromo no centro da cidade de Porto Alegre para tirar barracas de camelôs das ruas e praças |

### Eleições de 2010 e 2014
Foi candidato ao governo do estado do Rio Grande do Sul pela coligação "Juntos pelo Rio Grande" (PMDB, PDT, PSDC, PTN), sendo derrotado pelo petista Tarso Genro, que venceu o pleito em primeiro turno com pouco mais de 54% dos votos válidos, contra os 24,7% de Fogaça.
Em 2014, após quatro anos afastado da política, dedicando-se a advocacia e a participação em programas de debate pela televisão e rádio, concorreu pelo PMDB a deputado federal. Apesar de sua expressiva votação (103 006 votos), não foi eleito devido as regras do coeficiente eleitoral. Ficou na primeira suplência, porém com a convocação de três deputados eleitos do partido para o secretariado de José Ivo Sartori e o ministério de Dilma Rousseff ainda no final do ano de 2014, antes da posse da nova legislatura em fevereiro, Fogaça ocupou uma das vagas e assumiu-a de forma temporária, retornando a câmara baixa após 32 anos e retornando ao parlamento federal após 12 anos.

### Eleições 2018
Ver artigo principal: Eleições estaduais no Rio Grande do Sul em 2018

Fogaça foi lançado candidato ao senado pelo MDB em agosto de 2018, concorrendo pela coligação Rio Grande no Rumo Certo (MDB, PSD, PR, PSB, PSC, PATRI, PMN, PRP, PTC), que apoiava a reeleição de José Ivo Sartori. Enfrentou 14 candidatos, porém a maioria não conquistou mais de 2% dos votos. Liderou todas as pesquisas de intenção de voto, mas no dia da eleição terminou em 5° lugar, conquistando 1.465.700 votos (13,88%), perdendo para os eleitos Luís Carlos Heinze (PP) e Paulo Paim (PT), além de Beto Albuquerque (PSB) e Carmen Flores (PSL). 